# 弗洛林·科尔贝亚努
弗洛林·科尔贝亚努（羅馬尼亞語：Florin Corbeanu，1976年3月17日—），罗马尼亚男子赛艇运动员。他曾代表罗马尼亚参加世界赛艇锦标赛，获得一枚金牌和一枚银牌。他也曾参加2000年和2004年夏季奥运会。